# Sindora tonkinensis
Sindora tonkinensis е вид растение от семейство Бобови (Fabaceae).

## Разпространение
Разпространен е в Камбоджа и Виетнам.